# Brčálnická lípa
Brčálnická lípa je památný strom v osadě Brčálník u Hojsovy Stráže na Šumavě. Přibližně třistaletá lípa velkolistá (Tilia platyphyllos) roste na louce mezi hotelem Fanda a železniční tratí v nadmořské výšce 820 m. Obvod jejího kmene měří 700 cm a koruna dosahuje výšky 17 m (měření 2003). Strom chráněn od roku 1985 pro svůj vzrůst a jako dominanta krajiny.

## Stromy v okolí
- Brčálnický jasan
- Brčálnický buk
- Jasany na Brčálníku
- Stromy pod čističkou
- Stromy u kostela v Hojsově Stráži

## Galerie

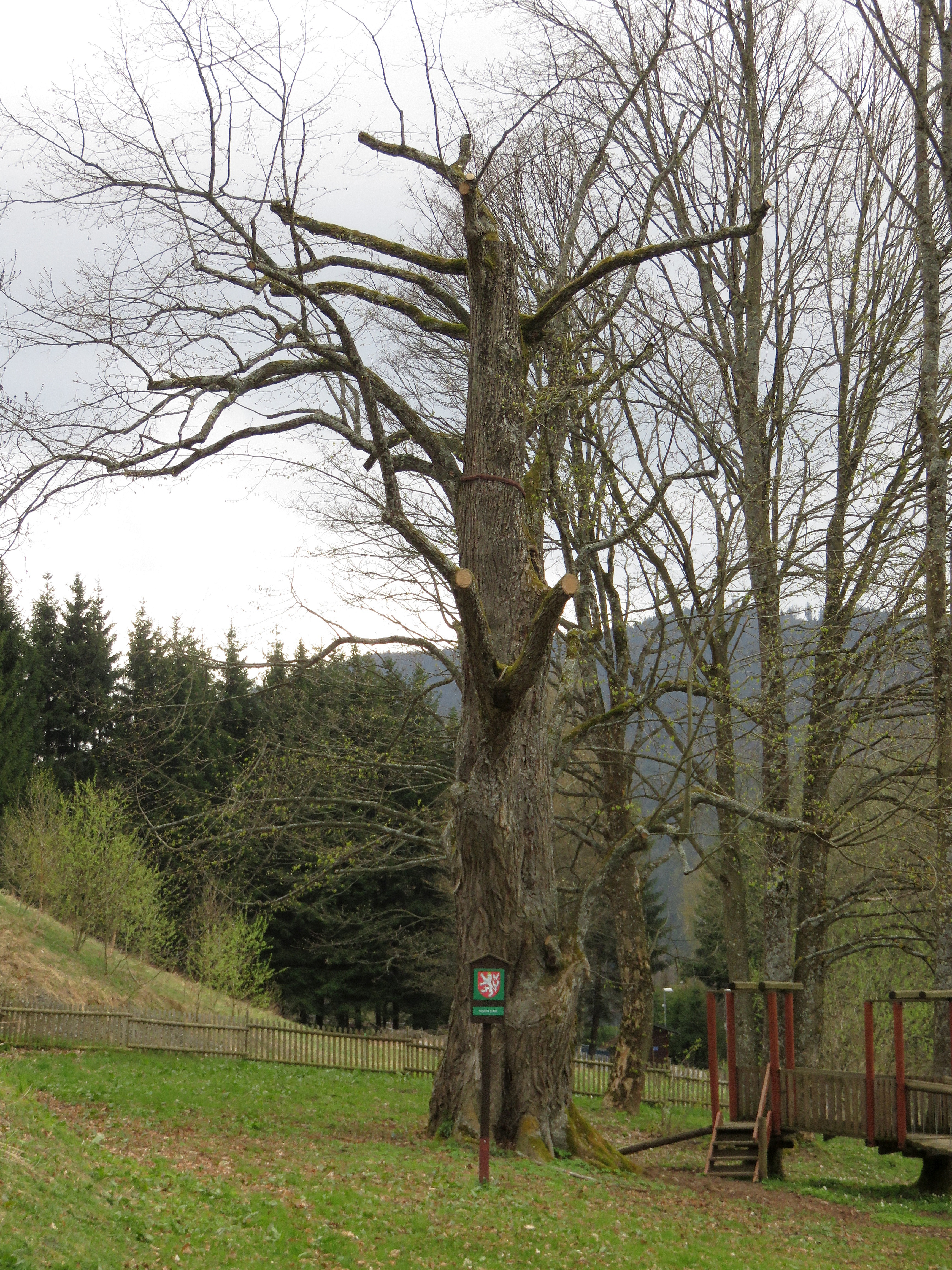
Celkový pohled
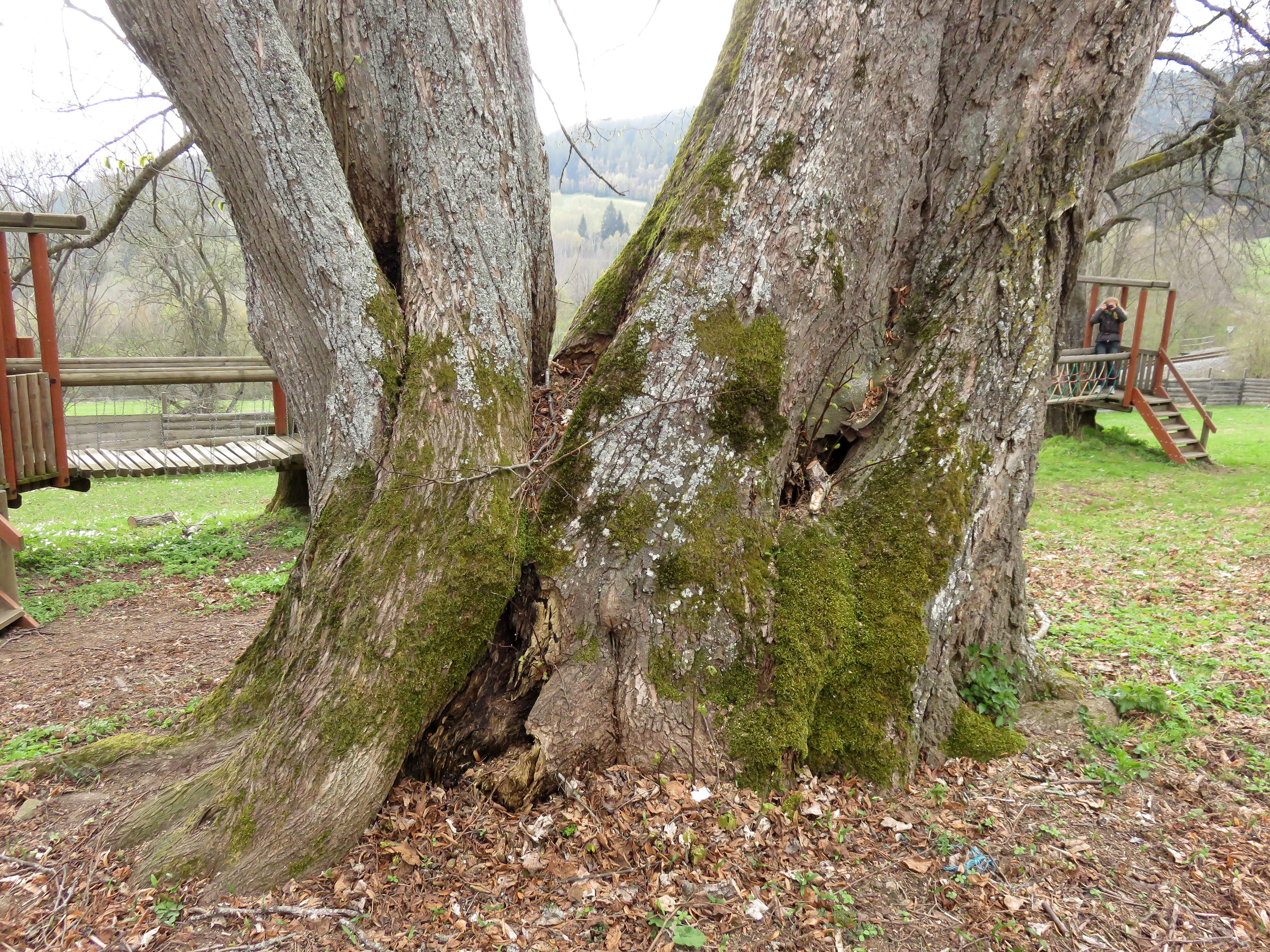
Kmen
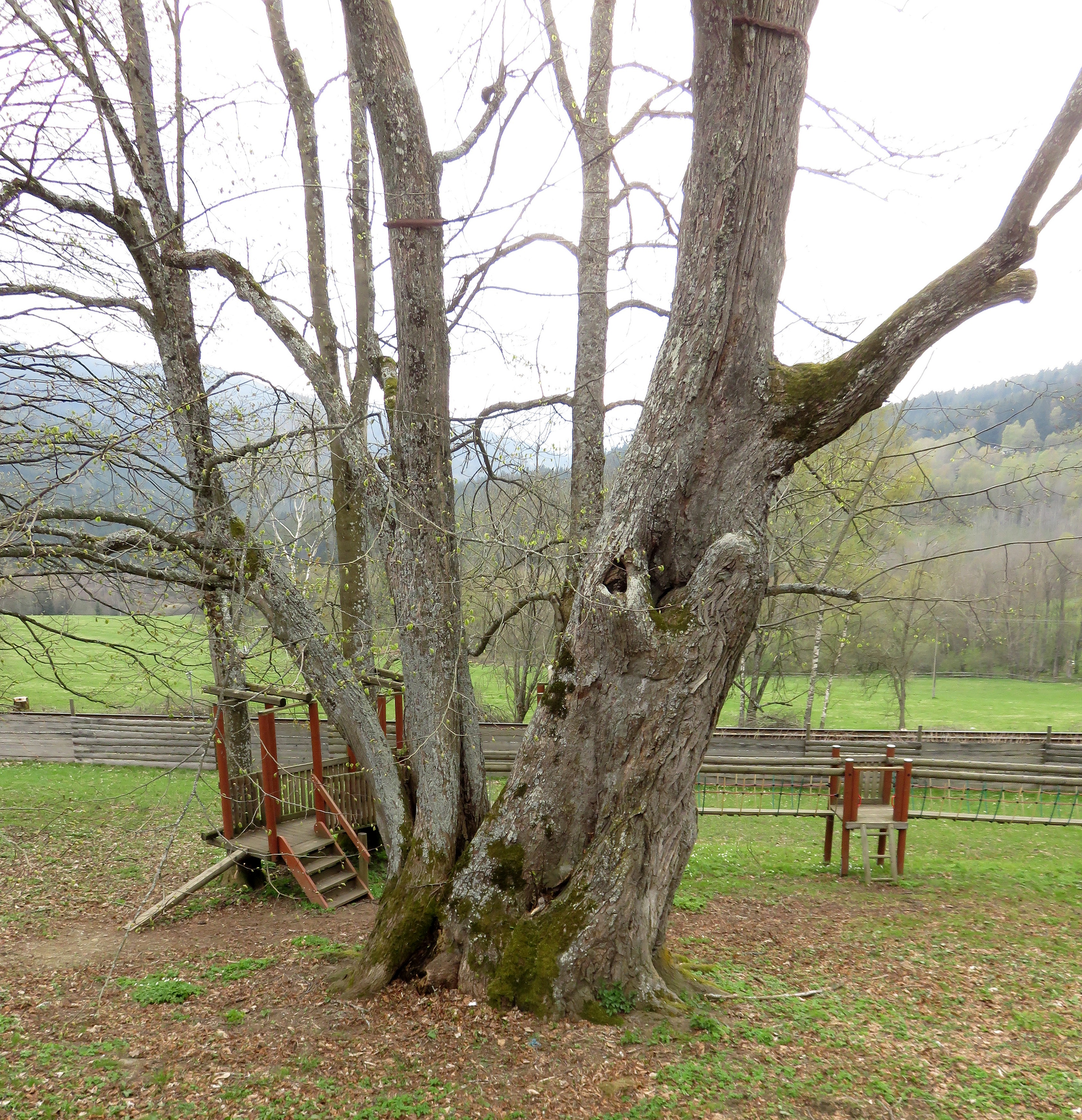
Kmen